# 1311 هـ
1311 هـ هي سنة في التقويم الهجري امتدت مقابلةً في التقويم الميلادي بين سنتي 1893 و1894.

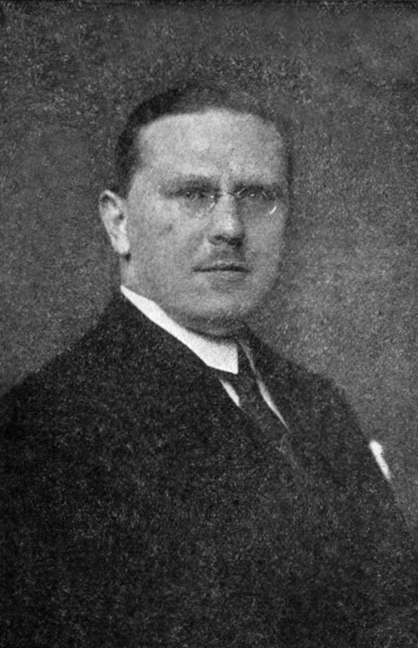
فيلكس تور

## أحداث
- مغادرة الأمام عبد الرحمن بن فيصل مع أبنائه وبعض أفراد عائلته إلى الكويت، بعد أن بقي في المنامة عامين.
- تكملة دراسة الأمير محمد والأمير عبد العزيز، بأمر من الأمام عبد الرحمن.
- تعيين الأمير فهد بن عبد الرحمن بن فيصل آل سعود موظفا في العلاقات الخارجية بين الكويت والبحرين.
- قيام مؤتمر الرياض 11 بين آل رشيد والدولة العثمانية وقد اتجه المؤتمر على اتفاق سيطرة محمد بن عبد الله بن علي الرشيد على مدينة الرياض.
- وفاة الأمير محمد بن فيصل بن تركي آل سعود أمير الرياض ولي العهد الأسبق، عن عمر ناهز 63عاما بعد أن أمضى عامين أميرا على الرياض.
- محمد بن عبد الله بن علي الرشيد يبعث رسالة للأمام عبد الرحمن بن فيصل وموضوع الرسالة كان عن إخباره وفاة محمد بن فيصل بن تركي آل سعود.
- إقامة صلاة العصر في جامع الوشم وصلاة الميت على محمد بن فيصل بن تركي آل سعود.
- إرسال الأمام عبد الرحمن رسالة لأبناء الأمير محمد قائلا فيها: عن عزائه الشديد على وفاته.
- دفن الأمير محمد بن فيصل بن تركي آل سعود في مقبرة الوشم.
- تقدم العزاء على وفاة الأمير محمد في الرياض.

## مواليد
- إفاريست ليفي بروفنسال
- محمد بن إبراهيم آل الشيخ.
- تقي الدين الهلالي، محدث، لغوي، أديب، وشاعر سلفي ظاهري مغربي.
- الأمير عبد الله بن عبد الرحمن بن فيصل آل سعود.
- الأمير عبد المحسن بن عبد الرحمن بن فيصل آل سعود.
- إبراهيم الواعظ.
- الشاه محمد حليم عطا.
- جورج صيدح.
- شفيق غربال.
- عبد المتعال الصعيدي.
- فيلكس تور.
- كرم البستاني.
- محمد بهجة البيطار.
- مصطفى الشهابي.
- نعمة الله النعمة.
- محمد بابا عمر، فقيه وقارئ ومفتي الجزائر الأسبق.

## وفيات
- جورج رومانز
- صمويل بيكر
- غستاف دوكا
- فرني لوفت كاميرون

## وصلات خارجية
- الميلادي الذي يطابق أول يوم في 1311 هـ
- اليوم الميلادي الذي يطابق أخر يوم في 1311 هـ
- ابحث في الموسوعة عن مواضيع متعلقة بسنة 1311 هـ